# Bibliothek Nauen

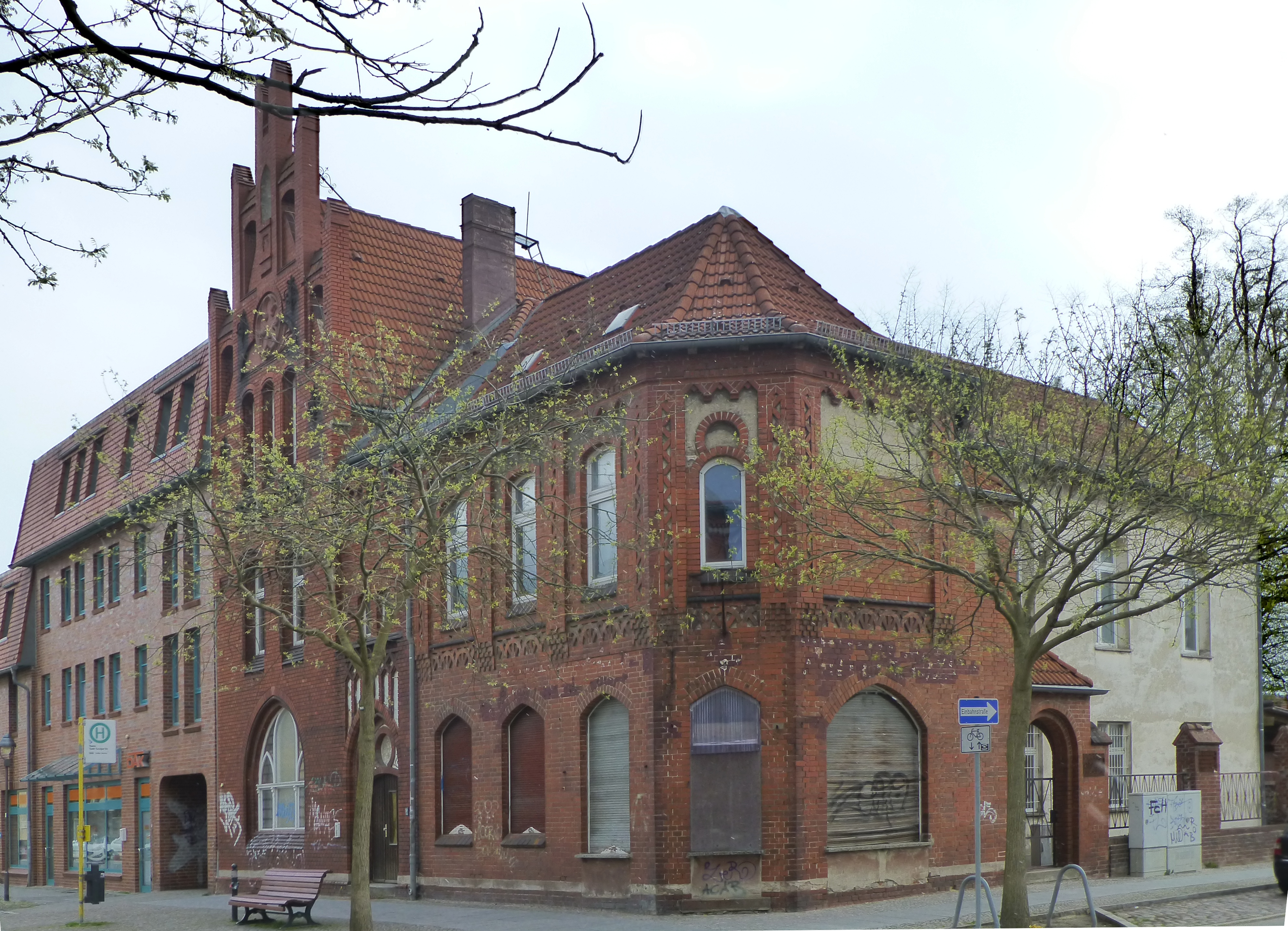
Altes Gebäude der Stadtbibliothek, Dammstraße 7, Nauen

Die Bibliothek Nauen, auch Stadtbibliothek Nauen, ist eine Bücherei im brandenburgischen Nauen im Landkreis Havelland. Sie befindet sich in der Ketziner Straße 1.

## Gebäude
Das ehemalige Bibliotheksgebäude in der Dammstraße 7 steht seit dem 29. September 1993 unter Denkmalschutz. Erbaut wurde es 1852, eine Erweiterung erfolgte 46 Jahre später. Das zweigeschossige Bauwerk ist der Neogotik zuzuordnen, wird durch ein Walmdach abgeschlossen und wurde aus Ziegeln erbaut. In das Gebäude, das ursprünglich als katholische Mädchenschule genutzt wurde, zog die Bücherei 1976 ein. Bis zur Mitte der 2000er-Jahre war die Bibliothek hier. Heute findet sich die Bücherei in der Ketziner Straße 1 im Familien- und Generationenzentrum.

## Geschichte
Die Idee, eine Bücherei in Nauen zu gründen, kam ursprünglich vom Lehrer Hermann Freiherr. Er motivierte unter anderem Banken und Bürger der Stadt, Spenden für die Bibliothek zu geben. Aus diesen Spendengeldern wurden dann Bücher für die hauptamtlich geleitete Bücherei angeschafft. Der Bestand der Bibliothek umfasst mehr als 10.000 Medien und ist der Öffentlichkeit frei zugänglich. Sie befindet sich in Trägerschaft der Stadt Nauen, wurde jedoch zwischenzeitlich auch vom Jugendförderverein Mikado geleitet.